# Möllenbeck (Landkreis Ludwigslust-Parchim)
Möllenbeck is een gemeente in de Duitse deelstaat Mecklenburg-Voor-Pommeren, en maakt deel uit van het Landkreis Ludwigslust-Parchim.

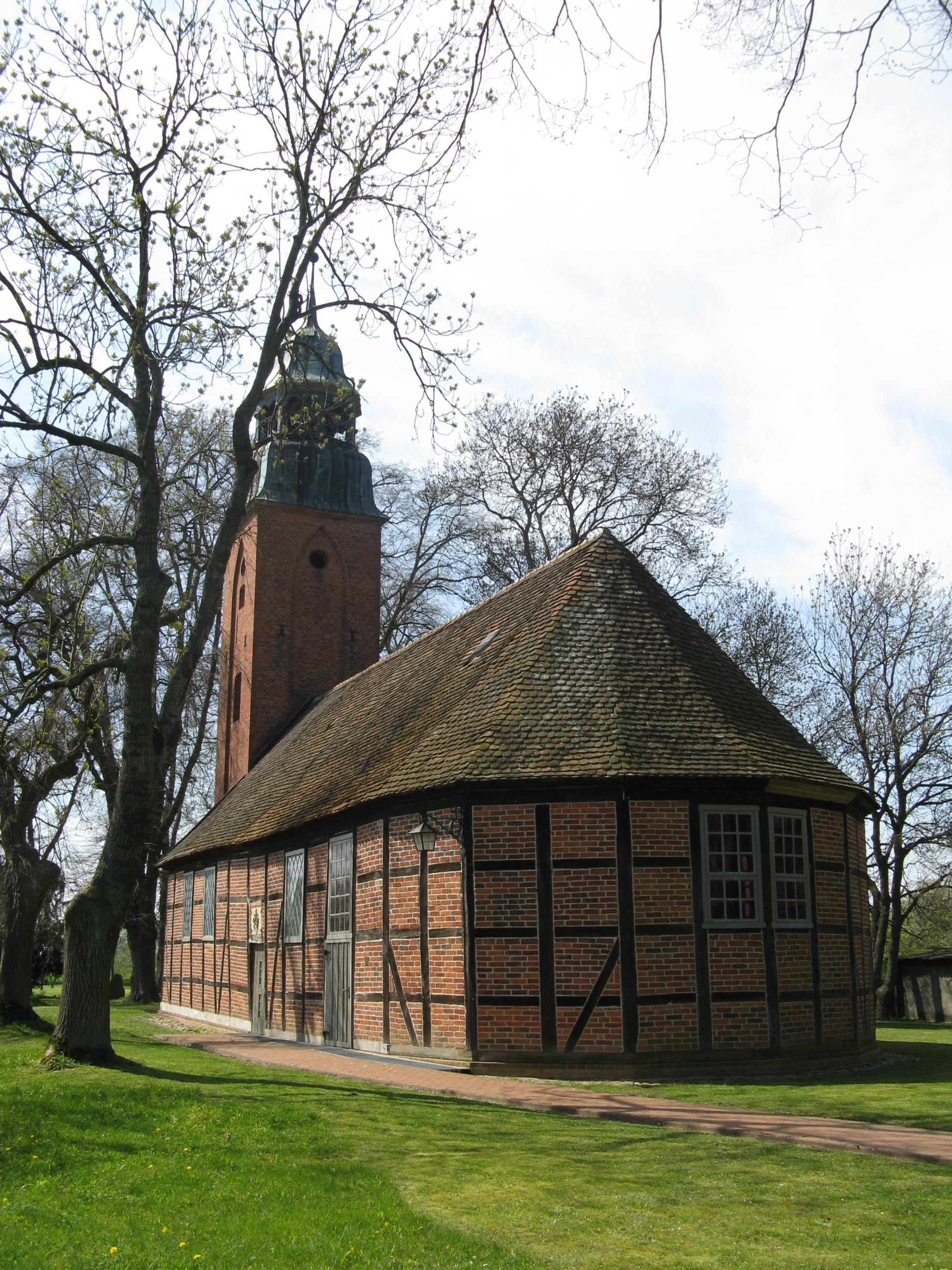
Kerk van Möllenbeck

Möllenbeck telt 171 inwoners.